# ラヴレス・カフェ

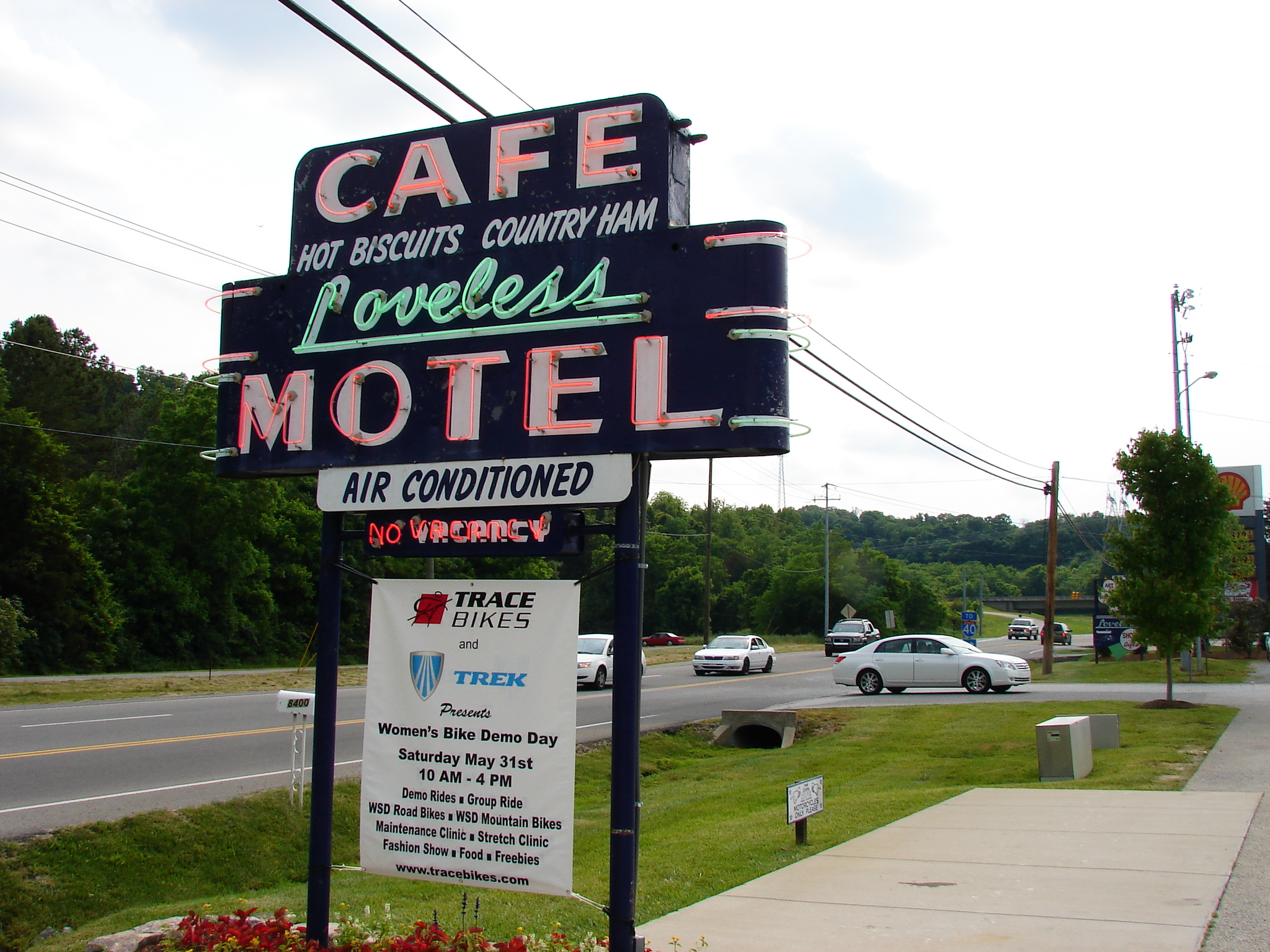
ラヴレス・カフェの看板

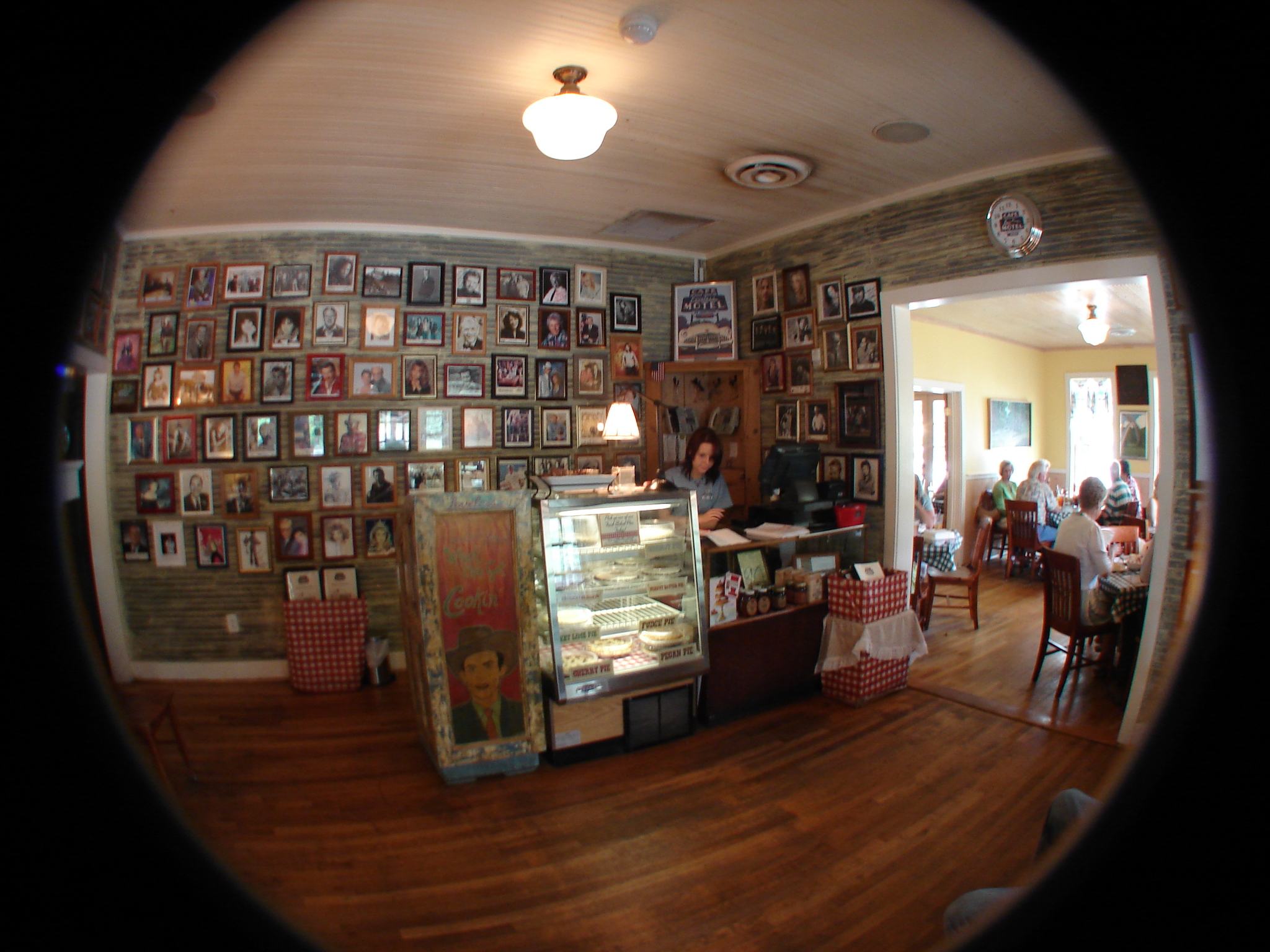
内部

ラヴレス・カフェ (Loveless Cafe ) は、アメリカ合衆国テネシー州ナッシュビル南西部、州道100号線沿い、ナッチェス・トレイス・パークウエイ北端に位置するレストラン。南部料理、特にビスケット、ジャム、カントリー・ハム、レッド・アイ・グレイヴィで知られる。『USAトゥデイ』、『サザン・リビング』、『フロマーズ』など多くの著名な全国版の出版物で称賛されている。

## 歴史
1951年、ロン・ラヴレスおよびアン・ラヴレスは州道100号線沿いのハーパス・ヴァレイ・ティ・ルームを買収し、ラヴレス・モーテル・アンド・カフェと名付けた。当初前庭のテーブルでチキンを提供するのみであったが、最終的に母屋の部屋を改築してより多くのメニューを提供するようになった。8年間彼らはモーテルとカフェを経営し、1959年、コーデル・メイナードとステラ・メイナードに売却した。1973年、メイナード夫妻は経営権をチャールズ・マケイブとダナ・マケイブに売却した。1982年、彼らの12歳の息子ジョージがフル・ビジネス・パートナーとなった。彼は「ハム・アンド・ジャム」として通信販売業を開始し事業を拡大した。
1985年、モーテル業を停止し、客室14室は通信販売部、倉庫、特別室などに改装した。2003年、地元グループに買収され、2004年2月、改築のため一時閉鎖された。5ヶ月かけて新たなキッチン、トイレなどの改装および座席の増加を行なった。モーテルであった建物のうち2軒は「ハム・アンド・ジャム・カントリー・マーケット」と「ラヴレス・モーテル・ショップ」として使用されることになった。この年の終盤、この改築によってフリーペーパーの『ナッシュビル・シーン』より批評家が選ぶ最優秀再生団体賞を受賞した。

## 出版物や番組への登場および受賞歴など

### 出版物
全国版の多くの出版物で紹介されている:
- USAトゥデイ: ラヴレス・カフェの「驚くほどサクサクして柔らかいビスケット」は「ナッシュビルで(カントリー・ミュージックに続き)2番目に重要なアメリカ文化」[4]
- ピープル: ラヴレス・カフェのハムは「アメリカで最高」[3]
- ボナペティ: ジェファーソン・モーガンによると「1点から10点で採点すると、ここでの朝食はおよそ14点」[3]
- サザン・リビング: 読者によると「ビスケットとグレイヴィは歌いだしたくなるほど素晴らしい」[3]

### テレビ
ラヴレス・カフェの「ビスケット婦人」として知られるキャロル・フェイ・エリソンは『レイト・ナイト・ウイズ・コナン・オブライエン』、『マーサ』、『トゥデイ』、『スロウダウン!ウイズ・ボビー・フレイ』、『ジ・アーリー・ショー』、『エレン・デジェネレス・ショー』など多くのテレビ番組で南部料理を披露している。1993年、ABCの『ホーム』で「アメリカ最高のカントリー・レストラン」と紹介され、2010年、フード・ネットワークから「最優秀ビスケット賞」を与えられた。

### 著名人
多くの著名人がラヴレス・カフェを訪れており、サイン入りの写真が入り口に飾ってある。NBC『トゥデイ』のウィラード・スコットは「世界一のビスケット」と語り、マーサ・スチュワートは「これまでの人生で最高の朝食」と語った。『カントリー・アメリカ』誌には「アル・ゴア、アン王女、その他、皆が名を知るカントリーのスターたちがラヴレス・カフェの赤白チェックのクロスが掛けてあるテーブルに椅子を引き寄せている」と記されている。

## メニュー

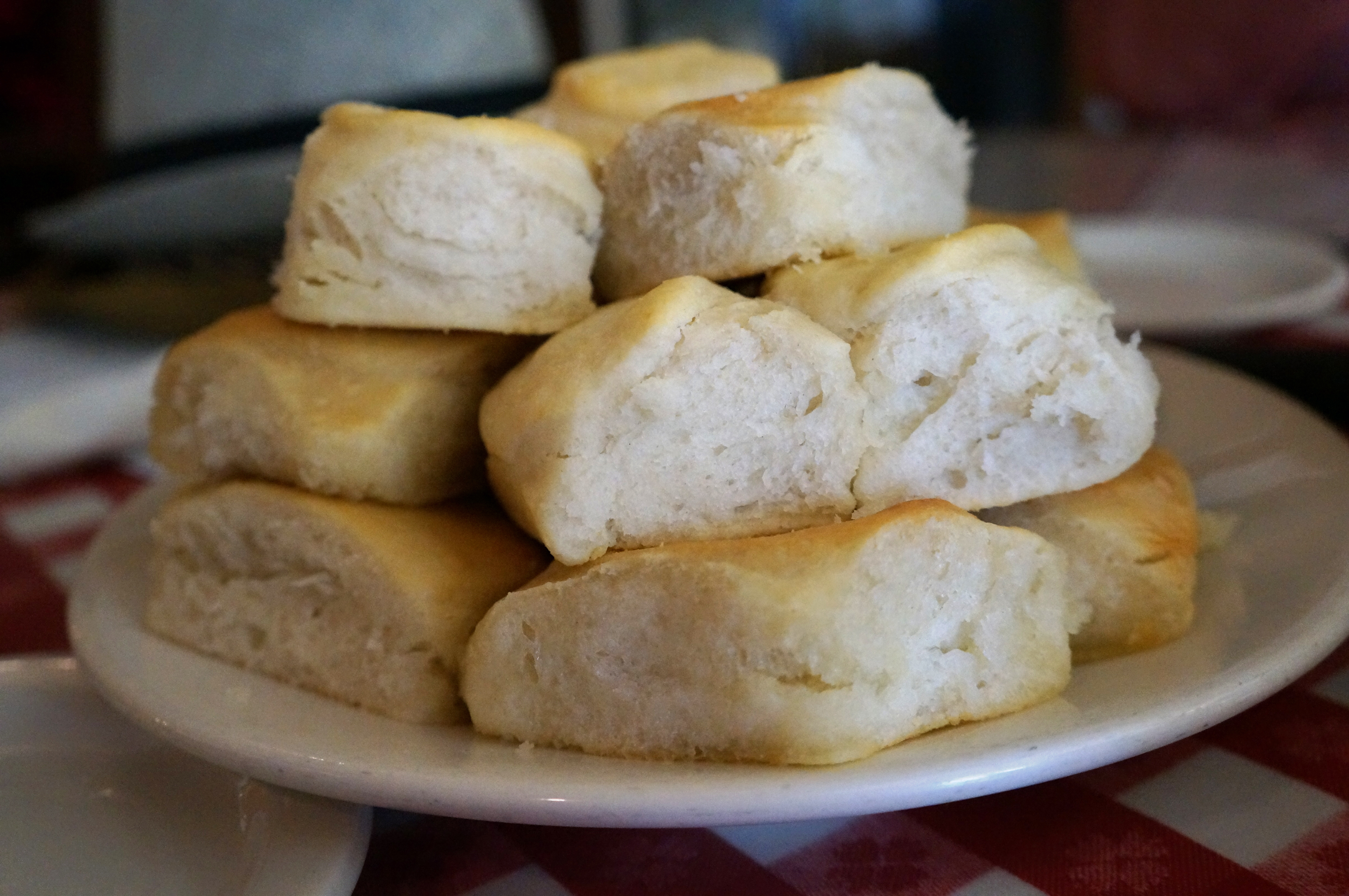
ラヴレス・カフェのビスケット

ラヴレス・カフェでは南部料理を提供しており、中でも最も有名なのはビスケット、カントリー・ハム、レッド・アイ・グレイヴィである。ビスケットのレシピはアン・ラヴレスにより考案されたもので、現在でも企業秘密である。材料のほとんどがテネシー州内で生産および製造されており、全てのメニューが素材から作られている。毎日、1日中朝食メニューをオーダーすることができ、朝食以外のメニューは午前11時から閉店までオーダーできる。また大規模なグループのイベントにはケータリングも可能である。

## ラヴレス・バーン
建築家シーブ・タック設計で敷地内に4,800平方フィート(446m2)のイベント会場となるラヴレス・バーン(「バーン(Barn)」は「納屋」の意)が建てられた。2009年に開業し、毎週水曜夜7時からライヴのミュージック・シティ・ルーツ・フェスティバルが行なわれている。ラヴレス・バーンは最大1,000名を収容でき、パーティ、結婚式などにレンタルすることができる。

## 関連事項
- モーテル一覧